# R Волопаса
R Волопаса (лат. R Boötis), HD 128609 — двойная звезда в созвездии Волопаса на расстоянии приблизительно 2289 световых лет (около 702 парсеков) от Солнца. Видимая звёздная величина звезды — от +13,3m до +6m.

## Характеристики
Первый компонент — красный гигант, пульсирующая переменная звезда, мирида (M) спектрального класса M3e-M8e, или M4e-M8e, или M8III, или Md. Масса — около 0,818 солнечной, радиус — около 474,589 солнечных. Эффективная температура — около 3287 K.
Второй компонент — коричневый карлик. Масса — около 67,04 юпитерианских. Удалён на 1,399 а.е..